# Minho (province historique)
Pour les articles homonymes, voir Minho (homonymie).
1936–1976
Entités suivantes :
- District de Braga
- District de Viana do Castelo

Le Minho est une province historique portugaise qui tenait son nom du Minho, le fleuve qui sépare cette region portugaise de la Galice, une communauté autonome espagnole.
La capitale du Minho était Braga (Bracara Augusta), ancienne capitale de la province romaine de Gallaecia et du royaume suève.
Le Minho est l'embryon historique du comté de Portucale où sont localisées les cités de Guimarães (la ville berceau), Barcelos (la ville comtale) et Braga (la ville des archevêques).
La reforme administrative portugaise a remplacé les provinces historiques (et les comarques) par des districts, et celle du Minho a été subdivisée en deux, le district de Braga et le district de Viana do Castelo. Cette ancienne province est maintenant intégrée à la Région Nord.